# Amtek Auto
Amtek Auto este o companie producătoare de componente pentru automobile din India.
Compania este listată la bursa din Mumbai, India și produce componente de alumiu și otel pentru motoare, transmisii și sisteme de suspensie.
Amtek Auto este furnizor pentru producători precum Maruti Suzuki, John Deere, Mahindra and Mahindra și Tata Motors.